# Stadsprijs Geraardsbergen 1983
De 52e editie van de Belgische wielerwedstrijd Stadsprijs Geraardsbergen werd verreden op 31 augustus 1983. De start en finish vonden plaats in Geraardsbergen. De winnaar was Ferdi Van Den Haute, gevolgd door Rudy Pevenage en Philippe Poissonnier.

## Uitslag
| Stadsprijs Geraardsbergen 1983 |                      |                        |      |
| Plaats                         | Naam                 | Ploeg                  | Tijd |
| Winnaar                        | Ferdi Van Den Haute  | La Redoute-Motobecane  |      |
| 2                              | Rudy Pevenage        | Del Tongo-Colnago      |      |
| 3                              | Philippe Poissonnier | Safir-Van de Ven-Moser |      |

1912 · 1913 · 1914–1926 · 1927 · 1928–1932 · 1933 · 1934 · 1935 · 1936 · 1937 · 1938 · 1939 · 1940 · 1941 · 1942 · 1943 · 1944 · 1945 · 1946 · 1947 · 1948 · 1949 · 1950 · 1951 · 1952 · 1953 · 1954 · 1955 · 1956 · 1957 · 1958 · 1959 · 1960 · 1961 · 1962 · 1963 · 1964 · 1965 · 1966 · 1967 · 1968 · 1969 · 1970 · 1971 · 1972 · 1973 · 1974 · 1975 · 1976 · 1977 · 1978 · 1979 · 1980 · 1981 · 1982 · 1983 · 1984 · 1985 · 1986 · 1987 · 1988 · 1989 · 1990 · 1991 · 1992 · 1993 · 1994 · 1995 · 1996 · 1997 · 1998 · 1999 · 2000 · 2001 · 2002 · 2003 · 2004 · 2005 · 2006 · 2007 · 2008 · 2009 · 2010 · 2011 · 2012 · 2013 · 2014 · 2015 · 2016 · 2017 · 2018 · 2019 · 2020 · 2021 · 2022